# Leukippos (Gatte der Graia)
Leukippos (altgriechisch Λεύκιππος Leúkippos) ist in der griechischen Mythologie der Gatte der Graia, der Tochter des Medeon, nach der die boötische Siedlung Graia benannt ist.